# Odyssey (라이즈 음반)
"Odyssey"는 대한민국의 보이 그룹 라이즈의 첫 번째 정규 음반이다. 2025년 5월 19일 SM 엔터테인먼트를 통해 발매되었으며, 리드 싱글 "Fly Up"을 포함한 10곡이 수록되어 있다.

## 배경 및 발매
2025년 2월, SM 엔터테인먼트는 로드맵을 통해 라이즈가 2025년 2분기에 컴백할 것이라고 발표했다. 2025년 4월 28일, 라이즈가 첫 정규 음반 'Odyssey'를 5월 19일에 발매할 것이라고 발표되었다. 같은 날 음반 트레일러 영상도 공개되었다. 다음 날인 4월 29일에는 프로모션 스케줄이 공개되었다.
개별 티저 이미지는 4월 30일, 5월 1일, 5월 2일, 5월 3일, 5월 4일, 5월 5일, 5월 6일, 5월 7일, 5월 8일, 5월 9일, 5월 10일, 5월 12일, 5월 15일에 공개되었다. 음반 발매에 앞서 여러 홍보 영상이 공개되었다. 첫 번째는 5월 1일에 공개된 "Bag Bad Back"의 뮤직 비디오였다. 이어서 5월 6일에는 "Ember to Solar"의 트랙 비디오가 공개되었다. 5월 11일에는 독백 영상도 공개되었다. 음반 수록곡 10곡 전체를 담은 풀 영상은 5월 14일 위버스를 통해 공개되었다. 음반은 5월 19일 "Fly Up"의 뮤직 비디오와 함께 발매되었다.

## 구성
Odyssey는 10곡이 수록되어 있다. 리드 싱글이자 4번 트랙인 "Fly Up"은 1950년대의 로큰롤 스타일에서 영감을 받은 활기찬 댄스 음악 트랙이다. 가사는 라이즈 여섯 멤버가 점차 함께 모여 다양한 사람들과의 공유된 경험을 통해 기쁨을 찾아가는 모습을 담고 있다.
첫 번째 트랙인 "Odyssey"는 신시사이저와 UK 개러지 리듬이 조화를 이루는 분위기로 음반의 분위기를 조성하며, 우주를 떠다니는 듯한 느낌을 불러일으킨다. 가사는 신뢰와 상호 의존의 중요성을 이야기하며, 함께 나아가려는 두려움 없는 결단력을 보여준다. 두 번째 트랙인 "Bag Bad Back"은 강렬한 베이스라인, 그루비한 드럼 패턴, 그리고 중독성 있는 합창이 특징인 힙합 풍의 곡이다. 이 트랙은 장난스러운 속삭임과 대담한 외침을 오가는 다이나믹한 보컬 전달력으로 독특한 매력과 즉흥성을 더한다. 가사적으로는 가방과 멤버들이 품고 있는 포부를 은유적으로 연결하는 재치 있는 언어 유희가 돋보인다.
세 번째 트랙인 "잉걸"는 대담한 금관악기와 빠른 비트가 활기찬 추진력을 더하는 에너지 넘치는 댄스 곡이다. 이 트랙은 성장과 깨달음의 주제를 담고 있다. 다섯 번째 트랙인 "Show Me Love"는 중독성 있는 베이스라인과 따라 부르기 쉬운 구호 같은 코러스가 특징인 활기찬 팝 음악 곡으로, 관객의 참여를 유도한다. 젊은 에너지를 발산하며, 격려와 자기표현이라는 라이즈 특유의 메시지를 전달한다.
여섯 번째 트랙인 "Passage"는 앨범 내러티브의 간주 역할을 하는 짧지만 인상적인 39초짜리 기악곡이다. 유명한 가수이자 음악 프로듀서인 윤상의 창의적인 손길이 돋보인다. 일곱 번째 트랙인 "Midnight Mirage"는 동화 같은 분위기와 묵직한 베이스 및 몽환적인 신시사이저를 결합한 매혹적인 팝 곡이다. 이 트랙은 영감이 멀지만 신비롭게 존재하는 듯한, 덧없는 신기루처럼 고요한 새벽의 느낌을 불러일으키며 조용한 경이로움을 선사한다.
여덟 번째 트랙인 "모든 하루의 끝"은 전기 피아노, 부드러운 통기타, 풍성한 오케스트라 편곡이 어우러진 감미로운 발라드이자 음악적인 감사의 표현으로, 듣는 이에게 편안함, 연결감, 그리고 지속적인 감사의 느낌을 선사한다. 아홉 번째 트랙인 "Inside My Love"는 1990년대의 레트로 감성을 불러일으키는 팝 발라드이다. 부드럽고 진심이 담긴 이 노래는 사운드와 감성 모두에서 시대를 초월한 따뜻함을 전달한다.
열 번째이자 마지막 트랙인 "Another Life"는 감성적인 피아노 선율과 인상적인 드럼 비트, 솟아오르는 일렉 기타 라인이 어우러져 앨범의 강력하고 카타르시스적인 피날레를 선사하는 다이나믹한 팝 곡이다. 이 노래는 그룹이 명확하고 확고한 의지로 미래를 바라보면서 음악적, 가사적으로 신선한 변화를 준다. 연습생 시절과 데뷔 이후의 여정을 되돌아보며, 가사는 후회 없이 매 순간을 충실히 살아가려는 그룹의 변함없는 결의를 표현한다. "Another Life"는 야망, 희망, 그리고 자신들의 미래를 개척하려는 끊임없는 추진력에 대한 대담한 선언이다.

## 프로모션
2025년 5월 1일, SM 엔터테인먼트는 라이즈가 2025년 7월부터 2026년 2월까지 진행될 콘서트 투어 RIIZING LOUD를 시작할 것이라고 발표했다. 이 투어는 아시아 14개 도시에서 24회 공연을 포함하며, 앨범의 주요 홍보 활동이 될 것이다. Odyssey 발매 전인 2025년 5월 19일, 라이즈는 블루스퀘어 홀에서 "Riize the 1st Album 'Odyssey' Premiere"라는 쇼케이스 이벤트를 개최했으며, 유튜브, 틱톡, 위버스를 통해 생중계되었다.
"Fly Up"을 홍보하기 위해, 5월 21일 Mnet M2의 Move to Performance에서 리드 싱글을 공연했다. 이후 5월 22일 엠넷의 엠카운트다운, 5월 23일 KBS2의 뮤직뱅크, 5월 24일 MBC의 쇼! 음악중심, 5월 25일 SBS의 인기가요 등 다양한 음악 방송에서 이 곡을 공연했다.

## 트랙 목록
| #            | 제목                | 작사            | 작곡                                                                         | 편곡                                | 재생 시간 |
| ------------ | ------------------- | --------------- | ---------------------------------------------------------------------------- | ----------------------------------- | --------- |
| 1.           | 〈Odyssey〉         | 이수란          | 마틸데 클라라 니가드 오스카 외그렌 조엘 군나르손 카스퍼 알름크비스트         | 니가드 외그렌 군나르손 알름크비스트 | 2:32      |
| 2.           | 〈Bag Bad Back〉    | 빅원            | 스트롱 드래곤 제이콥 에런 드류 러브                                          | 스트롱 드래곤                       | 3:13      |
| 3.           | 〈잉걸〉            | 켄지            | 우민 이 "콜랩스드원" 저스틴 라인스타인 질 안드레아스 링블롬                  | 콜랩스드원 라인스타인               | 3:21      |
| 4.           | 〈Fly Up〉          | 황유빈 Deepflow | 스티안 뉘함메르 올센 줄리아 보그나르 핀세테르 좁 판게마난 알빈 텡블라드 에런 | 올센 판게마난                       | 2:58      |
| 5.           | 〈Show Me Love〉    | 하윤아 릴리준   | 맷 자라 스콧 퀸 Måns Zelmerlöw 존 아이든                                     | 자라                                | 3:10      |
| 6.           | 〈Passage〉         |                 | 윤상 매튜 정 김혜현                                                          | 윤상 정                             | 0:40      |
| 7.           | 〈Midnight Mirage〉 | 당케            | 존 플린 와이엇 샌더스 콜린 마갈롱                                            | 플린 샌더스                         | 3:23      |
| 8.           | 〈모든 하루의 끝〉  | 김아현 험블러   | 김아현 험블러                                                                | 험블러                              | 3:43      |
| 9.           | 〈Inside My Love〉  | 켄지            | 켄지 Daniel Davidsen 피터 발레빅 데이비드 아크라이트 벤 사마마               | PhD                                 | 2:40      |
| 10.          | 〈Another Life〉    | 문설리          | 로니 스벤센 Adrian Thesen 헨릭 헤븐 샨티                                     | 샨티 피자펑크                       | 3:47      |
| 총 재생 시간 | 총 재생 시간        | 총 재생 시간    | 총 재생 시간                                                                 | 총 재생 시간                        | 29:27     |

## 크레딧 및 참여 인원
크레딧은 앨범 라이너 노트에서 발췌했다.
스튜디오
- SM 아주르 스튜디오 – 녹음 (1, 3), 디지털 편집 (1)
- SM 스타라이트 스튜디오 – 녹음, 믹스 엔지니어링 (2), 디지털 편집 (9)
- SM 드롭렛 스튜디오 – 녹음 (2), 믹스 엔지니어링 (3)
- SM 옐로우 테일 스튜디오 – 녹음, 디지털 편집 (4), 믹스 엔지니어링 (4, 10)
- SM 웨이블릿 스튜디오 – 녹음, 믹스 엔지니어링 (5)
- 서울 스튜디오 – 녹음 (6, 8)
- SM 오브 스튜디오 – 녹음, 디지털 편집, 믹스 엔지니어링 (7, 9)
- SM 빅 샷 스튜디오 – 녹음, 디지털 편집, 믹스 엔지니어링 (8)
- 사운드 풀 스튜디오 – 녹음 (10)
- 77F 스튜디오 – 디지털 편집 (2, 5)
- 두두 스튜디오 – 디지털 편집 (3, 10)
- SM 블루 컵 스튜디오 – 디지털 편집 (7), 믹싱 (2–3, 7)
- GCA 스튜디오 – 믹스 엔지니어링 (1)
- 클랑 스튜디오 – 믹싱 (1)
- SM 콘서트 홀 스튜디오 – 믹싱 (4, 6, 8, 10)
- SM 블루 오션 스튜디오 – 믹싱 (5, 9)
- 스털링 사운드 – 마스터링 (전곡)

참여 인원
- SM 엔터테인먼트 – 총괄 프로듀서
- 라이즈 – 보컬 (전곡), 백그라운드 보컬 (5)
  - 쇼타로 – 백그라운드 보컬 (5)
  - 은석 – 백그라운드 보컬 (5)
  - 성찬 – 백그라운드 보컬 (5)
  - 원빈 – 백그라운드 보컬 (1, 3, 5)
  - 소희 – 백그라운드 보컬 (1, 5)
  - 앤톤 – 백그라운드 보컬 (1, 5)
- 오스카 외그렌 – 프로듀서 (1)
- 조엘 군나르손 – 프로듀서 (1)
- 스트롱 드래곤 (더 허브) – 프로듀서 (2), 키보드 (2), 신시사이저 (2), 프로그래밍 (2)
- 제이콥 에런 (더 허브) – 백그라운드 보컬 (2, 4)
- 드류 러브 – 백그라운드 보컬 (2)
- 켄지 – 프로듀서 (9), 보컬 디렉팅 (9)
- 우민 이 "콜랩스드원" – 프로듀서 (3)
- 저스틴 라인스타인 – 프로듀서 (3)
- 스티안 뉘함메르 올센 – 프로듀서 (4)
- 줄리아 보그나르 핀세테르 – 백그라운드 보컬 (4)
- 좁 판게마난 – 백그라운드 보컬 (4)
- 맷 자라 – 프로듀서 (5)
- 스콧 퀸 – 백그라운드 보컬 (5)
- 몬스 셀멜뢰브 – 백그라운드 보컬 (5)
- 윤상 – 프로듀서 (6)
- 매튜 정 – 프로듀서 (6)
- 김혜현 – 현악기 지휘 (6), 현악기 편곡 (6)
- 존 플린 – 프로듀서 (7)
- 와이엇 샌더스 – 프로듀서 (7)
- 험블러 – 프로듀서 (8), 보컬 디렉팅 (8)
- 다니엘 데이비드슨 (PhD) – 프로듀서 (9)
- 피터 발레빅 (PhD) – 프로듀서 (9)
- 로니 스벤센 – 프로듀서 (10)
- 아드리안 테센 (피자펑크) – 프로듀서 (10)
- 온딘 – 보컬 디렉팅 (1)
- 황세현 – 백그라운드 보컬 (1)
- 영 챈스 – 보컬 디렉팅 (2), 백그라운드 보컬 (2)
- 장진영 – 보컬 디렉팅 (3), 백그라운드 보컬 (3)
- 김성필 – 백그라운드 보컬 (3)
- G-High – 보컬 디렉팅 (4)
- 앤드류 최 – 백그라운드 보컬 (4, 9)
- 제이송 – 백그라운드 보컬 (4)
- 샘 카터 – 보컬 디렉팅 (5), 백그라운드 보컬 (5)
- 김태형 (PIT300) – 보컬 디렉팅 (7)
- 주원 – 보컬 디렉팅 (10), 백그라운드 보컬 (7, 10)
- 요셉 – 백그라운드 보컬 (8)
- 조셉 K – 피아노 (2)
- 융 – 현악기 (6, 8)
- 박찬민 – 베이스 (8)
- 최영훈 – 기타 (8)
- 최수인 – 피아노 (8)
- 어영수 – 현악기 지휘 (8), 현악기 편곡 (8)
- 김성현 – 현악기 지휘 (8), 현악기 편곡 (8)
- 김재연 – 녹음 (1, 3), 디지털 편집 (1)
- 정유라 – 녹음 (2), 믹스 엔지니어링 (2), 디지털 편집 (9)
- 김주현 – 녹음 (2), 믹스 엔지니어링 (3)
- 노민지 – 녹음 (4), 디지털 편집 (4), 믹스 엔지니어링 (4, 10)
- 강은지 – 녹음 (5), 믹스 엔지니어링 (5)
- 정기홍 – 녹음 (6, 8)
- 최다인 – 녹음 보조 (6)
- 김효준 – 녹음 (7, 9), 디지털 편집 (7, 9), 믹스 엔지니어링 (7, 9)
- 이민규 – 녹음 (8), 디지털 편집 (8), 믹스 엔지니어링 (8)
- 주예찬 – 녹음 보조 (8)
- 정호진 – 녹음 (10)
- 김동일 – 녹음 (10)
- 우민정 – 디지털 편집 (2, 5)
- 유진 권 – 디지털 편집 (3, 10)
- 정의석 – 디지털 편집 (7), 믹싱 (2–3, 7)
- 엄세현 – 믹스 엔지니어링 (1)
- 구종필 – 믹싱 (1)
- 남궁진 – 믹싱 (4, 6, 8, 10)
- 김철순 – 믹싱 (5, 9)
- 랜디 메릴 – 마스터링 (전곡)

## 차트
| 차트 (2025)                    | 최고 순위 |
| 10                             |           |
| ------------------------------ | --------- |
| 일본 합산 앨범 (오리콘)        | 8         |
| 일본 핫 앨범 (Billboard Japan) | 25        |
| 대한민국 앨범 (Circle)         | 1         |

| 차트 (2025)          | 최고 순위 |
| -------------------- | --------- |
| 일본 앨범 (오리콘)   | 34        |
| 대한민국 앨범 (써클) | 2         |

## 발매 역사
| 지역        | 날짜            | 형식                     | 레이블   |
| ----------- | --------------- | ------------------------ | -------- |
| 대한민국    | 2025년 5월 19일 | CD                       | SM Kakao |
| 다양한 지역 | 2025년 5월 19일 | 디지털 다운로드 스트리밍 | SM Kakao |
| 미국        | 2025년 7월 11일 | 콤팩트 디스크            | SM       |